# Corregimiento de Conchucos
El Corregimiento de Conchucos fue una subdivisión territorial del norte peruano, perteneciente a la jurisdicción de la ciudad de Huánuco. Surgió en 1565 y se componía de 9 encomiendas, pertenecientes a vecinos españoles de Huánuco que habían colaborado con la fundación de dicha ciudad y en la Conquista del Perú. 

## Historia

### Conquista del Perú
Durante la Conquista del Perú, cuando Francisco Pizarro tomó como rehén al inca Atahualpa en Cajamarca, ordena a una guarnición comandada por Hernando Pizarro que explorara los territorios del sur, este grupo lograría saquear Pachacámac para luego dirigirse a Jauja con 27 cargas de oro y 2 mil marcos de plata; donde apresan al general inca Calcuchimac, luego de esto, el viernes 21 de marzo de 1533, deciden retornar a Cajamarca haciendo la ruta del viaje por Tarma, Pumpú, y Huánuco Viejo hasta el 29 de marzo; desde este punto, toda la sierra oriental de Áncash desde Pincos hacia Huari, Maraycalla, Piscobamba, Sihuas, Conchucos y Andamarca hasta el 7 de abril de donde prosiguen a Huamachuco, Cajabamba e ingresan finalmente en Cajamarca, el 14 de abril de ese año, 1533.
Tras la retirada de las tropas de Manco Inca luego de fracasar en su intento de tomar Lima, el cabildo limeño ordenó a Francisco de Chaves ir a someter y pacificar a los indios que permanecían alzados en Huaura, Atavillos y Lampián (sierra del actual departamento de Lima); Huaylas y Conchucos; y Bombón, Tarma y Huánuco (sierra central del Perú). En Huamachuco se reunió con el capitán Miguel de la Serna, con el que inició la campaña, que fue muy cruel, especialmente en los Conchucos donde los indios tenían cercado a Gonzalo Pizarro y a sus hombres, que se hallaban en camino hacia la región amazónica. La represalia española sobrepasó los límites y desembocó en un verdadero genocidio: luego de quemar y empalar a hombres y mujeres, Chaves hizo asesinar a 600 niños menores de nueve años, a los que hizo previamente pronunciar su apellido en vez del nombre de Jesús. Este crimen fue condenado por los mismos españoles y fue denunciado ante la corte real. Toda un área extensa fue convertida en el corregimiento de Conchucos, involucrando bajo la misma jurisdicción a los pincos, huaris y piscopampas.

[...]En los Conchucos no dexaua de auer aposentos y otras cosas, como en los pueblos que se han passado: y los naturales son de mediano cuerpo. Andan vestidos ellos y sus mugeres: y traen sus cordones o señales por las cabecas. Afirman que los indios de esta prouincia fueron belicosos: y los Ingas
se vieron en trabajos para sojuzgarlos. Puesto que algunos de los Ingas siempre procuraron atraer a sí las gentes por las buenas obras que les hazían, y palabras de amistad. Españoles han muerto algunos de estos Indios en diuersas vezes: tanto que el Marqués don Francisco Piçarro embió al capitán
Francisco de Chaues con algunos Christianos, y hizieron la guerra muy temerosa y espantable: porque algunos españoles dizen que se quemaron, y empalaron número grande de Indios.
 Pedro Cieza de León [1553] cap. XCIX fol. 109.

Entre 1555 y 1560, los evangelizadores agustinos, luego de establecer un convento en Huamachuco, continuaron su labor pastoral por la sierra de Trujillo llegando al norte de Conchucos y fundaron en total 6 capillas con sus respectivas advocaciones en Pallasca, Tauca, Piscobamba, Corongo, Huandoval y Cabana. Los sacerdotes fundadores de aquellas doctrinas fueron Fernando García como vicario y Fray Alonso de Espinoza como acompañante.
El virrey Francisco de Toledo acompañado por el capitán español Alonso de Santoyo y Valverde visitó el territorio norte en 1572 (actuales Pallasca, Sihuas y Pomabamba) durante la Visita General al Perú que realizó entre 1570 y 1575: en dicho viaje reordenó casi 700 caseríos nativos a sólo 9 reducciones:
- Cabana
- Tauca
- Sihuas
- Pallasca
- Santo Domingo de Huari (1572)
- San Martín de Chacas (1572)
- San Juan Bautista de Pomabamba (1573)
- San Pedro y San Pablo de Piscobamba (1574)
- LLamellín

### Composición de tierras de 1644
En 1644, las tierras del corregimiento fueron recompuestas y legalizadas a sus poseedores, esta tarea fue encargada a al conde de Chinchón, Pedro de Meneses, quien al cabo de 4 meses repartió 714 fanegas y remató 272 en los diversos pueblos y estancias. En la nueva recomposición  de tierras celebraron contrato 34 indígenas notables o curacas, 14 mestizos y 86 españoles. Esta repartición sentaría las bases de las estructuras sociales y territoriales de Conchucos con una fuerte presencia de estancias ganaderas, textiles y latifundios que en décadas posteriores fueron extendiéndose a través de lazos sanguíneos entre sus diversos propietarios.

## Encomiendas o repartimientos
- Conchucos de Pardave:
- Conchucos de Mori:
- Sihuas: Tuvo como pueblos a Sihuas y Pomabamba.
- Piscobamba:
- Icho Huari: Sus pueblos principales fueron Chacas y San Luis. Tuvo como encomenderos a Bartolomé de Tarazona (1539-1562), Isabel de Figueroa (1562-1564), Diego de Álvarez (1564-1607), Diego de Carvajal y Vargas (1608-1620), Francisco de Carvajal y Vargas  (1620-1644). Tras la composición de tierras de 1644, la autoridad de la encomienda pasó al corregidor de Conchucos.
- Allauca Huari: Su pueblo principal fue Huari (Guarimarca). Tuvo como primer encomendero al conquistador Juan Esteban Silvestre entre 1540-1604.
- Icho Pincos:
- Allauca-Pincos:

## Autoridades

### Corregidores
- Nicolás de Ortigosa  (1580-1600)
- Francisco López de Zúñiga, II Marqués de Baides . (1598)
- Juan de Barbarán (1600-1620)
- Francisco Fernández de Córdoba y Marroquí  (1620-1630).[5]
- Francisco Tello de Guzmán (1639-1648). Con residencia en Pallasca, mudó la casa de moneda de Huánuco a esta ciudad tras el descubrimiento de una mina de oro.
- José de Ydiaquez Ysassi  (1648-1658).[6]
- Jacinto Romero de Caamaño y Sotomayor (1666-1675)
- Pedro  Romero de Caamaño y Sotomayor  (1675-1739)
- Felipe Osorio de Los Ríos (1743-1750)
- Félix Rico de Bolaños (1750-1760).
- Juan de León y Mendoza (1763-1769)
- José de Taboada y Castilla  (1769 - 1778). Fijó su residencia en Chacas. Noble limeño, miembro de la Orden de Santiago y hermano del III Marqués de Otero. Capitán de Infantería del Batallón de la ciudad de Lima y Coronel del Regimiento de Dragones de Chacas.[7]
- Joseph Vásquez de Ucieda y Larriva (1779-1784).